# 仲崇立
仲崇立，天津工业大学化学工程与技术学院院长，中华人民共和国教育部长江学者特聘教授，长期从事化工、环境与能源领域的纳微结构材料的分子设计、合成与性能研究。

## 生平
仲崇立教授于1993年获得北京化工大学工学博士学位，1999年至2018年，在北京化工大学化工学院担任教授。2019年起，担任天津工业大学化学工程与技术学院院长。